# Maria Overbeck-Larisch
Maria Overbeck-Larisch (* 1947) ist eine deutsche Mathematikerin, Hochschullehrerin und ehemalige Hochschulpräsidentin.

## Leben
Maria Overbeck-Larisch studierte von 1966 bis 1970 Mathematik, Physik und Volkswirtschaftslehre an der Universität Bonn.
Sie schloss das Studium im Jahre 1970 an der Universität in Bonn als Diplom-Mathematikerin ab.
Von 1970 bis 1973 arbeitete sie an einer Dissertation mit dem Thema „Symmetrische Irrfahrt auf unendlichen regulären Graphen“. Im Jahre 1973 wurde Overbeck-Larisch zum Dr. rer. nat. promoviert.
Von 1970 bis 1975 arbeitete sie als wissenschaftliche Mitarbeiterin am „Institut für Angewandte Mathematik“ der Universität Bonn. Von 1975 bis 1979 arbeitete sie als Mathematikerin in der Abteilung Aus- und Weiterbildung der Hoechst AG in Frankfurt am Main.
In den Jahren von 1979 bis 2012 war Overbeck-Larisch Professorin im Fachbereich Mathematik und Naturwissenschaften der Fachhochschule Darmstadt/Hochschule Darmstadt. Vom Sommersemester 2013 bis zum Wintersemester 2014/15 war sie Lehrbeauftragte des Fachbereichs Mathematik und Naturwissenschaften der Hochschule Darmstadt. Von 2002 bis 2004 war sie Leiterin des „Zentrums für Forschung und Entwicklung (ZFE)“ der Hochschule Darmstadt.
In den Jahren von 2004 bis 2010 war Overbeck-Larisch Präsidentin der Hochschule Darmstadt. Von 2009 bis 2011 war sie Mitglied im Beirat des „LOEWE-Zentrums CASED“ und von 2009 bis 2011 war sie Mitglied im Gesamtvorstand der Initiative D21.
Schwerpunkte ihrer wissenschaftlichen Tätigkeit und in der Lehre sind:
- Wahrscheinlichkeitstheorie und Statistik; Planung und Auswertung von Versuchen.
- Einsatz professioneller Software (Mathematica, SAS, SPSS) in der Mathematik-Ausbildung.
- Graphentheorie.